# Das Leben ist ein Wunder
Das Leben ist ein Wunder ist ein im Jahr 2004 veröffentlichter Film von Emir Kusturica. Er spiegelt die Erfahrungen einer Familie im Balkankrieg der 1990er Jahre wider und schildert die Schwierigkeiten in der Liebesbeziehung eines serbisch-orthodox-muslimischen Paares vor dem Hintergrund dieses Konfliktes. Der Film unterstreicht die Absurditäten des Krieges und ist damit ein Plädoyer gegen Nationalismus.

## Handlung

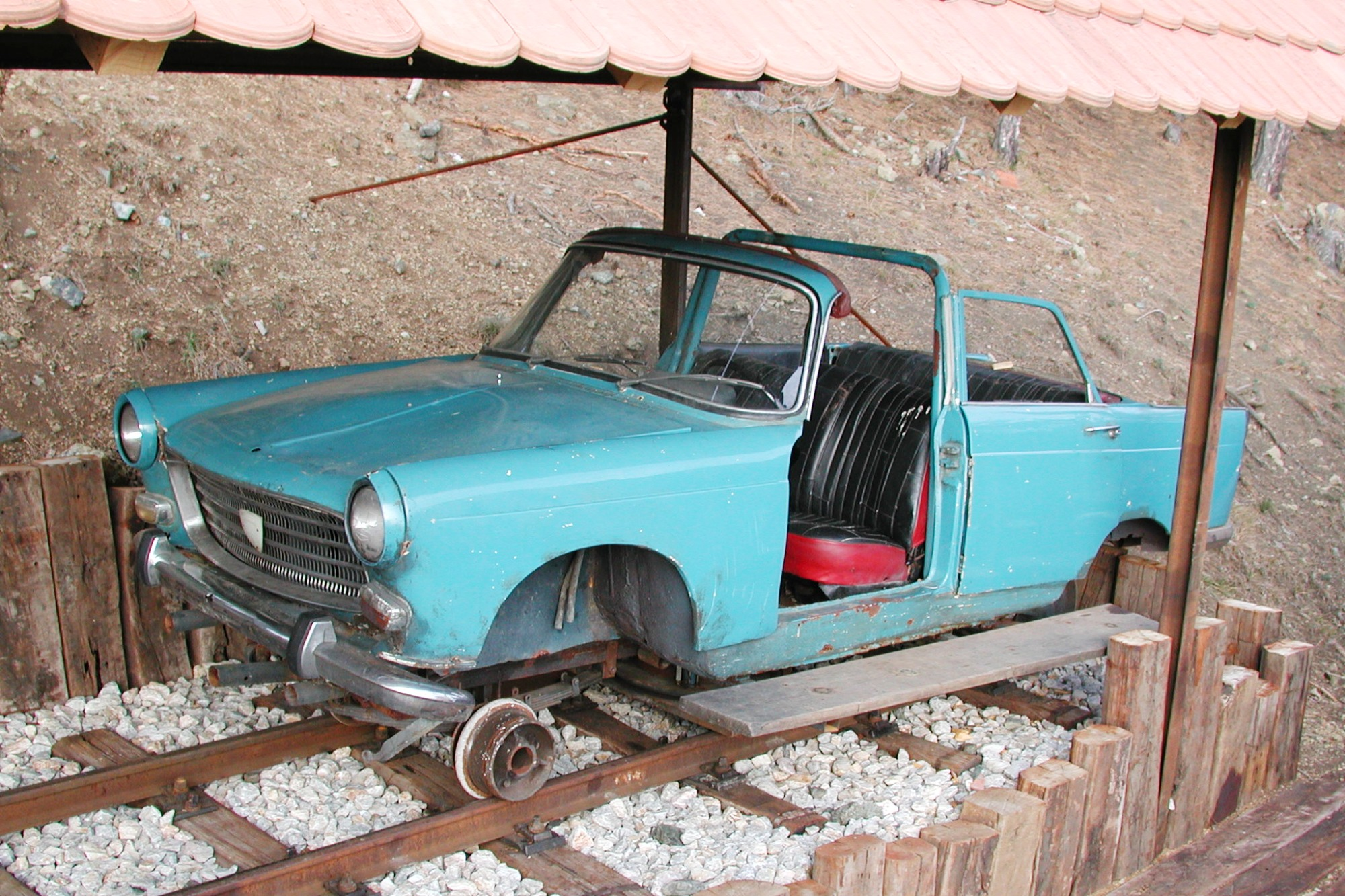
Das Schienenauto aus Das Leben ist ein Wunder auf der Museumsbahn Šarganska osmica

Im Jahr 1992 lässt sich der serbische Ingenieur Luka Đurić mit seiner Frau, der erfolglosen Opernsängerin Jadranka, und seinem Sohn Miloš in einem entlegenen bosnischen Dorf in der Umgebung von Višegrad nieder. Er ist dort mit dem Wiederaufbau einer Bahnlinie durch eine landschaftlich reizvolle Gegend beauftragt, mit deren Hilfe Touristen angelockt werden sollen. Miloš, ein begeisterter Fußballfan, der eine Karriere in einem professionellen Fußballverein anstrebt, wird zum Militärdienst eingezogen. Nach dem für Miloš veranstalteten Abschiedsfest muss Luka feststellen, dass seine Frau mit einem ungarischen Musiker, der ihr eine erfolgreiche Zukunft ausgemalt hat, auf und davon ist.
Kurz darauf bricht der Bosnienkrieg aus. Ungeachtet der Tatsache, dass dieser Umstand die Fremdenverkehrspläne durchkreuzt, fährt Luka unbeirrt fort, an der Eisenbahnlinie zu bauen und verschließt die Augen vor dem Krieg. Miloš gerät in Gefangenschaft. Die serbische Miliz händigt Luka eine junge muslimische Geisel (Sabaha) aus, die im Austausch die Freilassung seines Sohnes erreichen soll. Doch dann verliebt sich Luka in die junge Krankenschwester und gerät in einen Entscheidungskonflikt: entweder auf das Wiedersehen mit seinem Sohn verzichten oder den Verlust Sabahas verschmerzen.

## Kritik
Lexikon des internationalen Films: „Die Dorfkomödie mit burlesken Tönen verwandelt sich nach und nach in eine bittere Tragödie, die trotz der Traumata des Bürgerkriegs nicht aufhört, das Leben in seiner skurrilen Buntheit zu feiern. Dabei kann der Film seinen Anspruch nur bedingt einlösen, weil er zu sehr einer Zustandsbeschreibung verhaftet bleibt.“

## Auszeichnungen
- 2004: Internationale Filmfestspiele von Cannes: Cinema Prize of the French National Education System für Emir Kusturica
- 2005: César: Best European Union Film (Meilleur film de l’Union Européenne) für Emir Kusturica
- 2005: Sofia International Film Festival: Best Balkan Film für Emir Kusturica

## Hintergrund

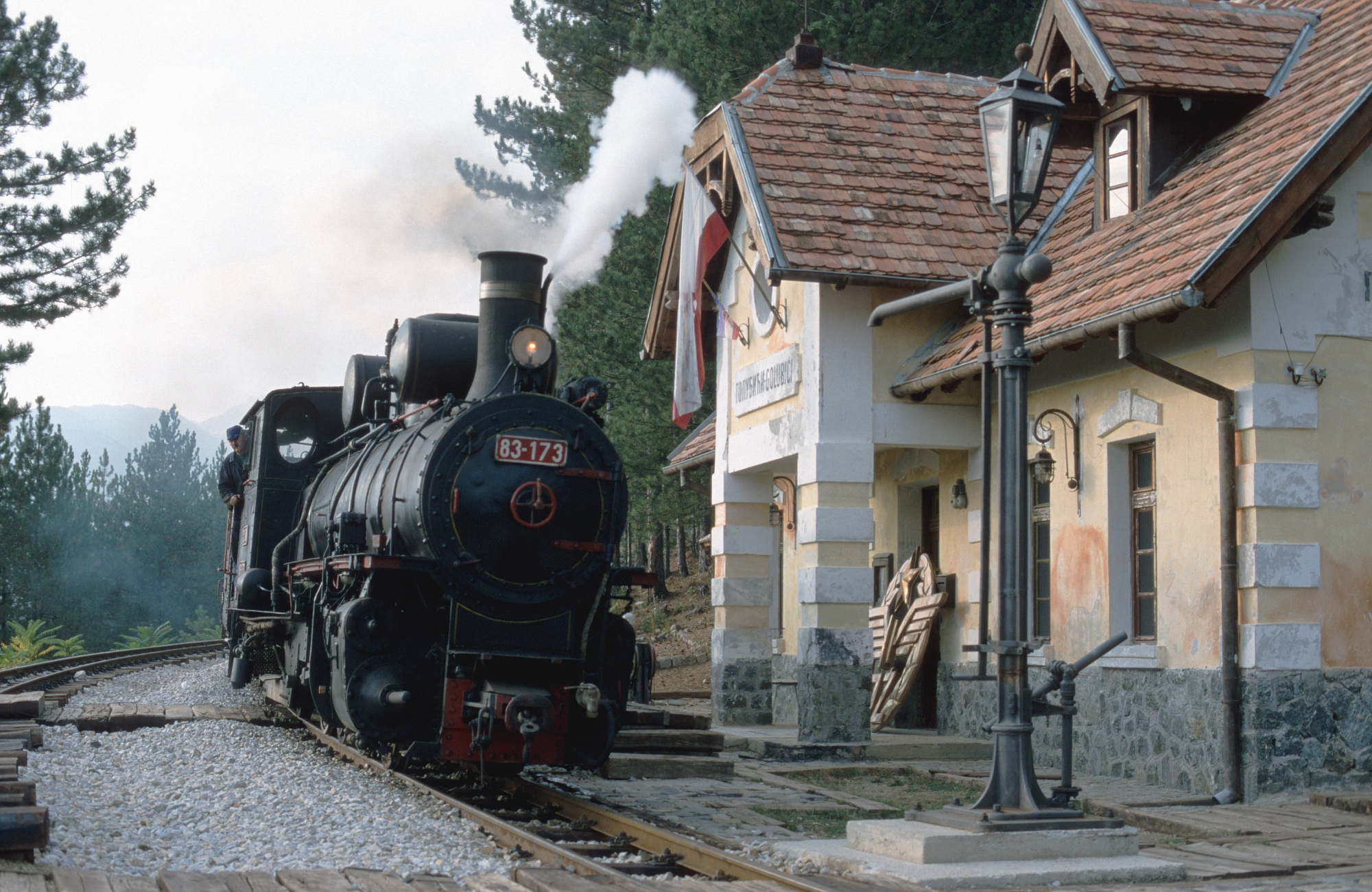
Dampflok im Filmbahnhof Golubići

Das für den Film errichtete Küstendorf wird seit den Dreharbeiten ständig erweitert und auch von Kusturica bewohnt. Seit 2008 findet dort das Internacionalni festival filma Kustendorf statt. Die Dreharbeiten fanden an der schmalspurigen Gebirgsbahn Šarganska osmica statt, die tatsächlich, so wie die Bahnstrecke in der Filmhandlung es sollte, als Touristenattraktion im Grenzgebiet zu Bosnien-Herzegowina wieder aufgebaut wurde. Der Bahnhof Golubići, einer der Haupthandlungsorte, wurde eigens als Filmkulisse aufgebaut und dient heute als Haltestelle der Touristenzüge.